# 妙観寺トンネル
妙観寺トンネル（みょうかんじトンネル）は、長崎県佐世保市にある道路トンネルである。
全区間が長崎県道40号佐世保吉井松浦線に属する。

## 概要
佐世保市中心部と吉井町（2005年（平成17年）に佐世保市に編入、旧北松浦郡）を短絡する県道40号佐世保吉井松浦線の当時の市町境にある妙観寺峠前後の隘路の解消を目的として建設された。トンネル内に歩道はなく、自動車専用であり、西肥バスが妙観寺トンネル経由吉井線で運行している。2022年3月23日に峠を経由する便が廃止した。
- 延長 - 1,667m
- 幅 - 8.5m（車道部分6.0m）
- 道路規格 - 第3種3級
- 設計速度 - 50km/h

## 歴史
- 2000年（平成12年） - 着工。
- 2004年（平成16年）3月25日 - 供用開始。